# (616) Элли
(616) Элли (нем. Elly) — астероид главного пояса, который относится к спектральному классу S. Он был открыт 17 октября 1906 года немецким астрономом Августом Копффом в Гейдельбергской обсерватории и назван в честь немецкой переводчицы Элли Бём (нем. Elly Böhm), жены немецкого математика Карла Бёма.

Орбита астероида Элли и его положение в Солнечной системе
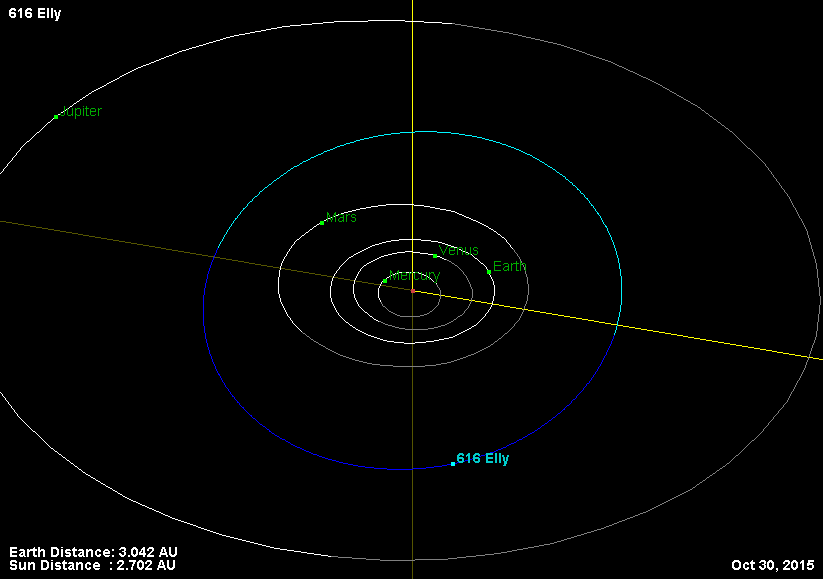
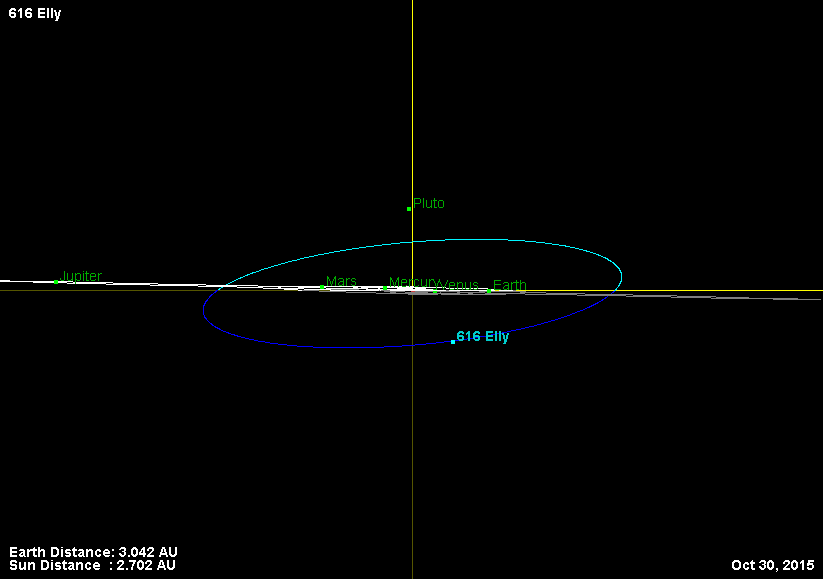